# Festung von Novi Pazar
Die Festung von Novi Pazar ist eine mittelalterliche türkische Festung, die von Isa-Beg Ishaković, dem Gründer von Sarajevo, Novi Pazar und Šabac, im 15. Jahrhundert gebaut wurde.

## Geschichte

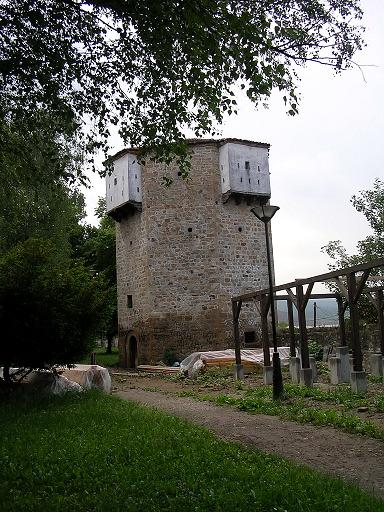
Einer der Türme der Festung

Ghazi Isa Beg baute die Festung im 15. Jahrhundert an der Kreuzung der Karawanenstraßen, die Bosnien, Dubrovnik und die südliche Adria mit Konstantinopel und Thessaloniki verbanden.  Nach der Niederlage der Osmanen in der Schlacht am Kahlenberg und dem Vordringen der österreichischen Armee nach Skopje beschlossen die osmanischen Behörden die Erweiterung des ehemaligen Herrenhauses. Der Wiederaufbau wurde bis 1750 fortgesetzt. Während der Regentschaft von Sultan Abdülaziz wurden zwei neue Türme, ein Raum für die Lagerung von Waffen und Munition, eine kleine Moschee und eine Kaserne dazugebaut.
Heute ist die Festung nur teilweise erhalten. Nach den Balkankriegen zerstörte die serbische Armee die im Inneren der Festung befindliche Moschee. Der Turm an der Nordbastion wurde im Ersten Weltkrieg abgerissen. Das Eingangstor, Blockhäuser, Nebenanlagen, sowie eine österreichische Kapelle, deren Überreste während des Zweiten Weltkrieges bis 1960 erhalten blieben, verschwanden spurlos. Ein Teil der Steinmauer des Turms Motriljom in der Nordbastion wurde auf Initiative des damaligen Bürgermeisters von Novi Pazar 1991/1992 demontiert und entfernt. An der Nordwand gibt es einen relativ gut erhaltenen Turm, der unter dem Namen Turm Motrilja bekannt ist.
Die Festung von Novi Pazar befindet sich in der Innenstadt auf dem rechten Ufer des Flusses Raška im Stadtpark. Aufgrund eines Konkurses und durch Spenden der Bank Intesa erfolgte 2013 eine Restaurierung der Wände, und archäologische Ausgrabungen in der Festung wurden durchgeführt.